# Hans-Werner Grünwald
Hans-Werner Grünwald (* 2. Dezember 1963) ist ein deutscher Fußballtrainer und ehemaliger Fußballspieler.

## Karriere

### Spieler
Grünwald spielte bis 1984 für die Amateurmannschaft des FC Bayern München, mit der er ein Jahr zuvor im Finale um die Deutsche Amateurmeisterschaft mit 0:2 dem FC Homburg unterlegen war. Zur Saison 1984/85 gehörte er 20-jährig dem Profikader des FC Bayern München an, für den er allerdings nur ein Pflichtspiel bestritt. In der 1. Runde des Europapokals der Pokalsieger am 19. September 1984 im Hinspiel gegen den norwegischen Erstligisten Moss FK wurde er in der 74. Minute für Michael Rummenigge eingewechselt.
Nach nur einer Saison verließ er den Verein und spielte von 1985 bis 1987 für den TSV 1860 München in der seinerzeit drittklassigen Amateur-Oberliga Bayern. In seiner ersten Saison bestritt er 24 Ligaspiele und erzielte 12 Tore, in der Folgesaison 25 Ligaspiele, in denen er zwei Tore erzielte. Grünwald blieb der Stadt und dem Fußball in München treu und spielte von Juli bis Dezember 1987 für den FC Wacker München.
Im Januar 1988 wechselte er zum österreichischen Erstligisten VfB Mödling, mit dem er als Tabellenzwölfter abstieg, eine Spielzeit in der 2. Division aktiv war und diese mit dem 7. Tabellenplatz abschloss.

### Trainer
Nach seiner aktiven Karriere als Fußballer wandte er sich der Trainertätigkeit zu und trainiert seit 1989 den oberbayerischen Kreisklassisten TSV 1925 Weyarn im Landkreis Miesbach.

## Erfolge
- Deutscher Meister 1985 (mit dem FC Bayern München; ohne Einsatz)
- Deutscher Meister 2014 mit der Ü50 des FC Bayern München